# Phragmacossia minos
Phragmacossia minos is een vlinder uit de familie houtboorders (Cossidae). De wetenschappelijke naam werd voor het eerst geldig gepubliceerd in 1962 door Reisser.
De soort komt voor in Europa.